# レオナルド・モチュルシ

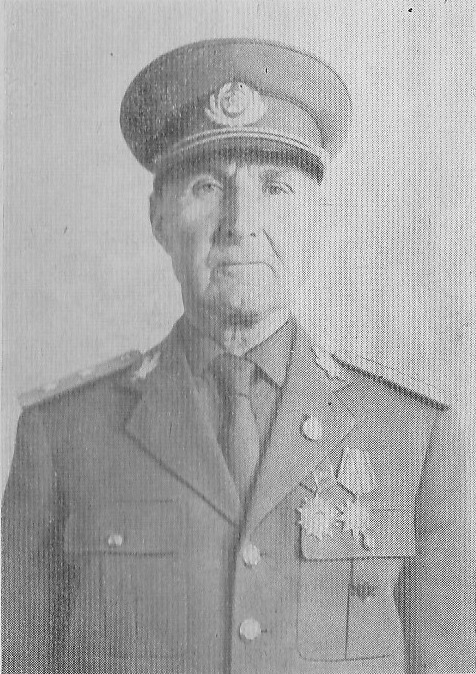
レオナルド・モチュルシ

レオナルド・モチュルシ（ルーマニア語: Leonard Mociulschi；1889年3月25日 - 1979年4月15日）は、ルーマニアの軍人。少将。

## 略歴
ポーランド系ルーマニア人でボトザニ（Botozani，現ボトシャニ県シミニチャ）の出身。
1910年に歩兵士官学校を卒業。1912年に少尉となり、第二次バルカン戦争へ参加し第一次世界大戦にて従軍。その戦闘において第29ドロホイ歩兵連隊の第10師団長として活動した。第二次オイトゥズ戦争で活躍したことで、彼はフェルディナンド王とアンリ・バルテロット将軍からその戦績を評価される形で総団長へ昇進している。そして第一次世界大戦後、彼は少佐へ昇格した。
1932年～1937年にシゲトゥ・マルマツィエイの山岳大隊の指揮官に任命されており、この当時は中佐クラスに昇り詰めていた。その後大佐へ昇進を果たしている。
1941年～1942年、第3混成山岳歩兵旅団副旅団長、1942年、第2山岳歩兵師団長。1942年1月から1945年3月まで第3山岳歩兵師団を指揮し、A軍集団において東部戦線で行動。1943年12月19日、騎士鉄十字章を受章。
イオン・アントネスク体制崩壊後も軍に留まり、ハンガリー及びチェコスロバキアでドイツ軍と戦う。1945年、山岳軍団を指揮。
1947年に退役し、1948年に逮捕。1955年、釈放。